# Michael Forsyth
Michael Bruce Forsyth (ur. 16 października 1954 w Montrose) – brytyjski polityk, członek Partii Konserwatywnej, minister w drugim rządzie Johna Majora.

## Życiorys
Wykształcenie odebrał w Arboath oraz na uniwersytecie w St Andrews. W latach 1978–1983 zasiadał w radzie Westminster City. Do Izby Gmin dostał się w 1983 r. jako reprezentant okręgu Stirling. W 1986 r. został parlamentarnym prywatnym sekretarzem ministra spraw zagranicznych. W latach 1987–1992 był ministrem stanu w ministerstwie ds. Szkocji.
W 1995 r. został ministrem ds. Szkocji. Dał się poznać jako przeciwnik przyznania autonomii Szkocji i utworzenia szkockiego parlamentu. W 1996 r. doprowadził do umieszczenia w zamku edynburskim kamienia ze Scone, wywiezionego do Anglii przez króla Edwarda I pod koniec XIII w.
Forsyth pozostał ministrem do 1997 r., kiedy to utracił miejsce w Izbie Gmin po porażce konserwatystów w wyborach powszechnych. W tym samym roku otrzymał od królowej Elżbiety II tytuł szlachecki. W 1999 r. został kreowany parem dożywotnim jako baron Forsyth of Drumlean i zasiadł w Izbie Lordów. Pracował w City of London w banku JPMorgan, później jako zastępca przewodniczącego do 2005 r.
Między październikiem 2005 r. a październikiem 2006 r. był przewodniczącym Komisji ds. Reformy Podatków, poaowłanej przez kanclerza skarbu w konserwatywnym gabinecie cieni George’a Osborne’a.